# 锡蒂乌-杜马图
锡蒂乌-杜马图是巴西巴伊亚州的一个市镇。总面积1709.762平方公里，总人口13979人，人口密度8.2人/平方公里。